# Centro di Documentazione Ebraica Contemporanea (Parigi)
Il Centro per la documentazione ebraica contemporanea (in francese: Centre de documentation juive contemporaine, CDJC) è un'organizzazione francese indipendente fondata da Isaac Schneersohn nel 1943, a Grenoble, in Francia, durante la seconda guerra mondiale, per preservare le prove dei crimini di guerra nazisti per le generazioni future. Dopo la liberazione della Francia, il centro fu trasferito a Parigi nel 1944 dove rimane tutt'oggi.
L'obiettivo del CDJC è condurre ricerche, pubblicare documentazione, perseguire i criminali di guerra nazisti, chiedere il risarcimento per le vittime dei nazisti e mantenere un ampio archivio di materiali sull'Olocausto, in particolare quelli riguardanti eventi che interessano l'ebraismo francese. Parte degli sforzi del CDJC includono la fornitura di materiale didattico a studenti e insegnanti, visite guidate ai musei e visite sul campo, partecipazione a conferenze internazionali, attività e commemorazioni, manutenzione di monumenti e siti come il Mémorial de la Shoah e il monumento a Drancy e, soprattutto, raccogliere e diffondere la documentazione sull'Olocausto nei loro vasti archivi.

## Contesto storico
Durante la seconda guerra mondiale, i nazisti avevano già predisposto il piano di emergenza che in caso di sconfitta avrebbero portato alla distruzione totale dei registri tedeschi dello sterminio delle milioni di vittime, secondo la dichiarazione di Heinrich Himmler ai funzionari delle SS che la storia della soluzione finale sarebbe stata "una pagina gloriosa che non sarà mai scritta". In gran parte riuscirono in questo tentativo. In Francia, la situazione per quanto riguarda la conservazione dei documenti di guerra non era molto migliore, in parte a causa delle norme sul segreto di Stato francesi risalenti a ben prima della guerra volte a proteggere il governo e lo stato francesi da rivelazioni imbarazzanti, e in parte per evitare colpevoli. Ad esempio, alla liberazione di Parigi, la Prefettura di Polizia ha distrutto quasi tutto l'enorme archivio di arresti e deportazioni di ebrei.
La popolazione ebraica della Francia prima della guerra era di circa 300.000 persone, di cui 75.721 furono deportati, con solo 2500 sopravvissuti. I deportati politici se la sono cavata meglio, con 37.000 persone di ritorno. Negli anni '50, la popolazione ebraica era la metà di quella che era prima della guerra, la maggior parte proveniente dall'Europa orientale. All'indomani dello shock e del trauma della guerra, molti ebrei si convertirono al cristianesimo, francesizzarono i loro nomi e il numero di cerimonie ebraiche eseguite (compresa la circoncisione che poteva identificare i maschi come ebrei) scese precipitosamente. Molti volevano solo dimenticare e scomparire nella società francese; per la maggior parte delle persone, raccogliere una storia dell'Olocausto non era una priorità.
Fu in questo contesto che un piccolissimo numero di ebrei assunse per la prima volta il compito di preservare la memoria degli eventi in modo che non andasse persa nella storia. In Francia, ciò avvenne prima a Drancy, dove i registri del campo furono accuratamente conservati e consegnati al nuovo Ufficio nazionale per i veterani e le vittime di guerra; che però li tenne poi in segreto rifiutandosi di rilasciarne copie anche al CDJC.

## Fondazione e primi sforzi
Già prima della fine della guerra, Isaac Schneersohn, anticipando la necessità di un centro per documentare e preservare la memoria della persecuzione per ragioni storiche e sostenere anche rivendicazioni postbelliche, riunì 40 rappresentanti di organizzazioni ebraiche nella sua casa di rue Bizanet a Grenoble, che all'epoca era sotto l'occupazione italiana, al fine di formare un centro di documentazione. L'esposizione significava la pena di morte e, di conseguenza, poco era accaduto prima della liberazione. I lavori seri iniziarono dopo che il centro si trasferì a Parigi alla fine del 1944 e fu ribattezzato Centro di documentazione ebraica contemporanea (Centre de Documentation Juive Contemporaine, CDJC).
Il suo obiettivo dichiarato era documentare la persecuzione e il martirio degli ebrei francesi raccogliendo enormi quantità di documentazione, studiare leggi discriminatorie, sostenere i tentativi di recupero dei beni ebraici confiscati, documentare la sofferenza e l'eroismo degli ebrei e registrare l'atteggiamento dei governi, delle amministrazioni e dei vari settori dell'opinione pubblica.
I primi sforzi hanno ricevuto scarso riconoscimento per una serie di motivi. Uno di questi trattava dei movimenti di base per preservare la memoria dell'Olocausto, in gran parte da parte delle persone che non facevano parte del mondo accademico o non erano formati come storici e quindi disprezzati dai professionisti. Un altro motivo era che gran parte della prima storiografia si concentrava sugli autori, con poco sforzo volto a documentare l'esperienza delle vittime, che era relegata al dominio della "memoria" piuttosto che a quello della "storia". Inoltre, i primi sforzi consistevano nella raccolta e nella pubblicazione delle fonti primarie e delle testimonianze dei sopravvissuti, e raramente nell'analisi e nell'interpretazione tematica di eventi che avrebbero potuto attirare più attenzione da parte del mondo accademico. Infine, Schneersohn voleva che il CDJC fosse l'unico deposito e sbocco per la storiografia sull'Olocausto. I primi sforzi nel raccogliere, documentare e preservare le informazioni di base hanno gettato le basi per tutta la futura storiografia dell'Olocausto. Il processo di Norimberga ha rappresentato l'occasione per la sua prima apparizione pubblica sulla scena mondiale.

## Trasferimento a Parigi
Dopo la liberazione nel 1944, il CDJC si trasferì a Parigi. Nel 1956 si trasferì nel Marais, il quartiere ebraico di Parigi nel 4º arrondissement, condividendo lo spazio nell'edificio che conteneva il memoriale del martire ebreo sconosciuto. Nel 2004 sono stati intrapresi lavori di ristrutturazione per gestire l'ampliamento e per poter ospitare convegni e disporre di spazi espositivi.

## Pubblicazioni

### Prime pubblicazioni
Le prime pubblicazioni degli anni '40 ebbero un'esposizione limitata, come Les Juifs sous l'Occupation: Recueil de textes francais et allemands 1940-1944 e La Condition des Juifs sous l'occupation allemande 1940-44. A partire dal 1951, opere come Bréviaire de la haine (La raccolta dell'odio) di Poliakov, la prima grande opera sul genocidio, iniziarono a raggiungere un pubblico più ampio e a ricevere buone recensioni, in opposizione all'opinione prevalente negli studi all'epoca secondo cui un grande genocidio di sei milioni di ebrei era logisticamente impossibile e quindi non avrebbe potuto verificarsi. La maggior parte delle pubblicazioni CDJC non erano nelle librerie e non erano ampiamente disponibili. C'era poco interesse pubblico per l'Olocausto e i ritorni finanziari erano minimi.

### Reazione alle prime pubblicazioni del CJDC nella Francia del primo dopoguerra
Durante il primo periodo fino al 1955, la maggior parte delle pubblicazioni per documentare la persecuzione antiebraica in Francia, risalente al periodo Dreyfus, dipendeva dagli archivi tedeschi, e copriva le responsabilità sia di Vichy che dei nazisti. Qualsiasi indicazione che tentasse di attribuire una qualsiasi entità di colpevolezza ai francesi andava contro il sentimento pubblico in Francia dell'epoca: i tedeschi erano responsabili di tutte le persecuzioni e i francesi erano vittime innocenti o membri della Resistenza. Vichy era considerata un'aberrazione sgradevole, e la sensazione generale era di evitare di discuterne per evitare di riaprire vecchie ferite. I tre volumi Le commissariat General aux Question Juives di Joseph Billig, pubblicato nel 1955-60, ha mostrato che la risposta francese ai rastrellamenti di ebrei quando non stavano attivamente traendo profitto dal bottino, era nella migliore delle ipotesi apatica. Il libro è stato per lo più ignorato a causa del sentimento prevalente all'epoca, ma da allora è stata considerata un'opera miliare. A causa di questi fattori e dell'atmosfera generale dell'epoca, il CDJC operava quasi in maniera clandestina. Poliakov ha affermato nelle sue Memorie che anche la parola genocidio era considerata inadatta alla pubblicazione nel 1951, quando il suo lavoro pionieristico fu pubblicato per la prima volta.

### Periodici
Il CDJC iniziò a pubblicare un bollettino periodico nel 1945 che continuò ad apparire sotto vari nomi. Cominciò nell'aprile 1945 come Bulletin du Centre de Documentation Juive Contemporaine che stampò otto numeri fino al gennaio 1946. Questi non furono venduti apertamente. Ha smesso temporaneamente di pubblicare nel settembre 1945, quando Schneersohn ha chiesto al ministro dell'Informazione francese il permesso di pubblicare, con il nuovo nome Revue du Centre de Documentation Juive Contemporaine. Questo, a sua volta, ha ufficialmente cambiato il suo nome in Le Monde Juif nel luglio 1946, e fu pubblicato come rivista mensile di 24 pagine con circa 1500 abbonati. Il suo primo numero è stato pubblicato nell'agosto 1946. Nel 1995 è stato ribattezzato Revue d'histoire de la Shoah – Le Monde Juif e alla fine è diventato Revue d'histoire de la Shoah nel 2005. Le iniziali CDJC erano scomparse dalla copertina e sono state invece incorporate come parte del nuovo logo adottato dal Mémorial de la Shoah, Musée, Centre de Documentation Juive Contemporaine.

## Processi per crimini di guerra
Una delle missioni principali del CDJC è assicurare alla giustizia gli autori dei crimini di guerra. CDJC ha avuto un ruolo a Norimberga e ha partecipato a diverse azioni di alto profilo. I casi più noti sono quelli di Adolf Eichmann, Klaus Barbie e Maurice Papon.

### Processi di Norimberga
I processi di Norimberga iniziarono nel novembre 1945. Schneerson inviò Léon Poliakov che si era recentemente unito al CJDC come storico a Norimberga in qualità di ricercatore esperto, insieme a un assistente, Joseph Billig. Hanno fondato la storiografia ebraica della seconda guerra mondiale da soli senza alcuna formazione. Molti documenti in evidenza a Norimberga sono finiti al Centro, e sono diventati il nucleo originario del loro archivio fotografico e documentale. Questi, a loro volta, furono utilizzati in Francia negli anni del dopoguerra in molti processi per crimini di guerra, come quelli di Klaus Barbie, Maurice Papon e altri. Il Centro è stato anche incaricato di portare alla luce un documento chiave, l'ordine originale per il rastrellamento del 1944 dei bambini ebrei rifugiati di Izieu che furono poi deportati ad Auschwitz e uccisi all'arrivo.
Contrariamente all'opinione che non esistessero studi seri sull'Olocausto precedenti ai primi anni '60, il CDJC era stato attivo dagli anni '40 e '50, sebbene i loro sforzi fossero stati poco noti anche dagli storici e fossero quasi totalmente sconosciuti al pubblico. Il processo Eichmann nel 1961 cambiò tutto e la decisione di trasmetterlo in televisione portò il processo e la storia dell'Olocausto in milioni di case e attirò l'attenzione del mondo. Il processo Barbie a Lione nel 1987 riportò ancora una volta la storia della seconda guerra mondiale sulle prime pagine dei giornali e dell'opinione pubblica, e ancora una volta i procedimenti furono filmati, per la loro eccezionale importanza storica. In entrambi i casi, gli archivi mantenuti dal CDJC hanno avuto un ruolo di primo piano.

### Adolf Eichmann
Il processo ad Adolf Eichmann per crimini contro l'umanità iniziò a Gerusalemme l'11 aprile 1961. Il governo israeliano fece in modo che il processo avesse un'importante copertura mediatica e la stampa mondiale fosse presente. Il direttore scientifico del CDJC Georges Wellers è stato testimone nel processo Eichmann. Uno degli obiettivi del processo era quello di divulgare al pubblico informazioni sull'Olocausto, e per la grande maggioranza delle persone in tutto il mondo che lo guardavano o leggevano, il processo Eichmann è stato il loro primo confronto con qualsiasi cosa avesse a che fare con l'Olocausto. Come risultato di questa copertura, ha suscitato interesse per gli eventi del tempo di guerra, che alla fine ha portato a un aumento dello studio degli eventi bellici nell'istruzione scolastica pubblica, nella pubblicazione di memorie e negli studi accademici che hanno contribuito a promuovere la consapevolezza pubblica dell'Olocausto. Eichmann fu condannato alla pena capitale, e la sentenza fu eseguita il 1 aprile 1962.

### Klaus Barbie
Klaus Barbie era un membro della Gestapo, noto come il "Macellaio di Lione" per aver personalmente torturato sadicamente dei prigionieri francesi tra cui uomini, donne e bambini, a Lione, in Francia. È stato responsabile dell'arresto del membro della Resistenza francese Jean Moulin e della firma dell'ordine di espulsione per i bambini dell'orfanotrofio di Izieu. Era ricercato per i crimini commessi a Lione tra il 1942 e il 1944.
Dopo essere stato rintracciato e scoperto da Serge e Beate Klarsfeld che vivevano in Bolivia nel 1971, Barbie fu infine estradato e rientrato in Francia nel 1983. Ha affrontato il processo l'11 maggio 1987 a Lione davanti alla Cour d'assises. Come nel caso del processo Eichmann, la corte ha riconosciuto la grande importanza storica del processo, e in via del tutto eccezionale ne ha permesso la ripresa.
Il CDJC era in possesso di un documento chiave relativo alla deportazione dei bambini da Izieu, e ne ha fornito una copia ai tribunali francesi, che ha consentito il perseguimento di Barbie per crimini contro l'umanità. Barbie era stato processato in contumacia nel 1952 e nel 1954 e la legge francese proibisce la doppia incriminazione. Ma le accuse non includevano gli eventi di Izieu, e quindi è stata questa accusa, supportata dalle prove fornite dal telegramma fornito dal CDJC, che ha permesso la sua accusa e condanna. Faure aveva effettivamente letto il telegramma di Barbie nel suo riassunto alla giuria di Norimberga, ma senza nominarlo perché non era sotto processo mentre era semplicemente un modo per descrivere la natura ordinaria e amministrativa dell'omicidio che era stato effettuato dai nazisti. Non è stato pubblicato fino al processo Barbie, dato che il suo nome è stato collegato al telegramma.
Barbie è stata condannata all'ergastolo ed è morto per cause naturali in prigione nel 1991.

## Anni '70 e '80
Fino agli anni '70, quasi tutti gli studi sull'Olocausto provenienti dalla Francia provenivano dal CDJC e dai suoi storici, e nessun lavoro serio appariva dalle università francesi o da altri studi storici all'interno della Francia. Quando negli anni '70 e '80 finalmente uscirono studi seri al di fuori del CDJC, provenivano dall'estero, inclusi Stati Uniti, Canada e Germania, come il lavoro di Robert Paxton: Old Guard and New Order, 1940-1944 che colpì la Francia come un uragano e scatenò la "rivoluzione paxtoniana", come era conosciuta in Francia, nella storiografia di Vichy. Attaccato con veemenza in un primo momento da storici francesi e altri, ha finito per ricevere la Legion d'onore nel 2009.

## CDJC e Yad Vashem
Prima del 1982 in Francia si tenne una sola conferenza sul tema dell'Olocausto, organizzata nel 1947 dal CDJC. Schneersohn voleva fare di Parigi il principale centro mondiale per la memoria del genocidio, ma i sionisti avevano altre idee e alla fine Schneersohn accettò nel 1953 una divisione delle responsabilità con il centro commemorativo di Yad Vashem in Israele con quest'ultimo che aveva la maggior parte delle responsabilità.

## Memoriali e monumenti
Parte della missione del CDJC è stabilire e mantenere monumenti o memoriali per promuovere il ricordo dell'Olocausto.

### Memoriale del martire ebreo sconosciuto
La tradizione di onorare il milite ignoto esisteva in Francia sin dal primo dopoguerra. Per combattere l'oblio del genocidio, Schneersohn ha aggiunto una tomba commemorativa al Centro CDJC che è stato inaugurato nell'ottobre 1956. Il Memoriale del martire ebreo sconosciuto (Mémorial du martire juif inconnu) è stato dedicato al CDJC ed è diventato il memoriale centrale e il simbolo della memoria ebraica in Francia, che funge da sede per le commemorazioni dell'Olocausto.
Nel 2005, il CDJC e il Memoriale del martire ebreo sconosciuto si sono fusi, ed è stato ribattezzato Mémorial de la Shoah; la nuova entità ha aperto i battenti il 27 gennaio 2005.

### Memoriale a Drancy
Durante l'occupazione il 90% degli ebrei e degli altri deportati nei campi di concentramento passarono attraverso il campo di internamento di Drancy. Dal 1942 al 1944, circa 63.000 ebrei furono prima internati e poi mandati nell'est Europa. Il terreno per un memoriale a Drancy è stato donato dal comune di Drancy e finanziato dalla Fondation pour la mémoire de la Shoah. Il memoriale è stato annunciato come un'aggiunta a quello di Parigi e un modo per presentare al pubblico l'ex campo di internamento come un luogo di storia e di ricordo.
Il Memoriale della Shoah è stato inaugurato il 21 settembre 2012 a Drancy dal Presidente della Repubblica François Hollande.

## Raccolte e opere selezionate
Il Centro dispone di una vasta biblioteca e ha pubblicato molti documenti, tra cui alcuni della Gestapo francese, dell'Ambasciata tedesca a Parigi, del Comando militare supremo tedesco in Francia e del Commissariat général aux questions juives (CGQJ). Il patrimonio originale derivava da una vasta collezione di documenti e foto ricevuti dagli Alleati dopo Norimberga.
Una selezione di alcuni singoli documenti e pubblicazioni di interesse storico comprende:
- Breviaire de la Haine, di L. Poliakov; 1951[11]
- Commissariat Général aux Questions Juives (1955–57) di J. Billig[13]
- La Revue de l'histoire de la Shoah, rivista semestrale di CDJC[1]

## Cronologia
Cronologia breve relativa al Centro di Documentazione Ebraica Contemporanea:
- 1880: Isaac Schneersohn nasce nell'Ucraina occidentale. Diventa rabbino, entra in politica.
- 1920: Schneersohn Emigra in Francia e acquisisce la nazionalità francese. Si sposa, ha tre figli, vive a Parigi.
- 1939: Schneersohn si trasferisce a Bordeaux, poi in Dordogna nel 1941.
- maggio 1940: Francia invasa; occupata dalla Germania un mese dopo.
- 22 giugno 1940: Firmato l'armistizio con la Germania; creazione della Francia occupata, del regime di Vichy e della zona italiana
- 16 luglio 1940: La legge sulla denaturalizzazione ebraica inizia una serie di norme antiebraiche istituite dal regime di Vichy
- 1942-44: Olocausto in Francia
  - 1942-44: 75.000 ebrei deportati, la maggior parte attraverso il campo di internamento di Drancy, pochissimi sopravvivono
  - 16-17 luglio 1942: Rastrellamento del Velodromo d'Inverno
  - 6 aprile 1944: deportazione dei bambini di Izieu
  - 9-10 giugno 1944: massacri di Tulle e Oradour-sur-Glane
- 28 aprile 1943: creazione del CDJC, dall'incontro a casa di Schneersohn a Grenoble sotto l'occupazione italiana con 40 leader ebrei
- 6 giugno 1944: Gli alleati del D-Day sbarcano in Normandia
- 25 agosto 1944: Liberazione di Parigi
- 1944: August Schneersohn e Poliakov tornano a Parigi e durante i disordini si impadroniscono di cinque importanti raccolte di documenti, creando il nucleo degli archivi CDJC
  - Commissariato Generale per gli Affari Ebraici (CGQJ)
  - Regime di Vichy
  - Ambasciata tedesca a Parigi
  - quartier generale del personale tedesco
  - Gestapo a Parigi
- ottobre 1944: CDJC si trasferisce a Parigi
- febbraio 1945: Conferenza di Jalta - Gli alleati dichiarano l'intenzione di dispensare giustizia dopo la fine della guerra
- 8 maggio 1945: Giornata della vittoria in Europa
- novembre 1945 - ottobre 1946: Processi di Norimberga
- 1945-1951: prime pubblicazioni di CDJC hanno un'esposizione limitata; 3-5 libri all'anno per i successivi sei anni
- 14 ottobre 1946: IV Repubblica dichiarata in Francia, creazione di una nuova Costituzione
- 1947: La prima conferenza sul tema dell'Olocausto in Francia è stata organizzata dal CDJC: la Francia non ne avrebbe viste altre prima del 1982[2]
- 1951: Léon Poliakov pubblica Harvest of Hate nel 1951;[11] genocidio è una parola ancora troppo delicata per essere stampata
- 1953: Accordo Schneerson con Yad Vashem sulla divisione delle responsabilità[2]
- 1953: posa della prima pietra per il Memoriale del martire ebreo sconosciuto al CDJC di Parigi; inaugurato nell'ottobre 1956[1]
- 1955-60: opera di successo di Joseph Billig pubblicata in 3 volumi in un periodo di sei anni[13]
- 1956: CDJC si trasferisce a Parigi, prende spazio nel Marais nella costruzione del memoriale al martire ebreo sconosciuto[7]
- 1961: processo Eichmann a Gerusalemme
- 25 giugno 1969: Schneersohn muore a Parigi.[24]
- 1972: Vichy France: Old Guard and New Order, 1940-1944 di Robert Paxton[20] dà il via alla "rivoluzione paxtoniana" nella storiografia francese dell'Olocausto
- 1987: Klaus Barbie processato a Lione
- 2005: CDJC e il Memoriale del martire ebreo sconosciuto si fondono, diventano il nuovo Memoriale della Shoah
- 2012: Memoriale della Shoah di Drancy inaugurato dal Presidente della Repubblica[22]